# Asbjørn Riis
Asbjørn Riis (født 28. juli 1957 i Nykøbing Mors) er en dansk entertainer og wrestler. Han blev kendt i Danmark, da han udfyldte værtsrollen i tv-programmet Bjørns Wrestling på TV3 i 1993, hvor han optrådte som Bjørn. I programmet blev han kendt for sine udråb, når han kommenterende wrestling kampene "YEAAAAH!", "Fy for pyffer - Lige til en Hovedpine nr. 135" og "U-BEHAGELIG!". Han driver i dag Bjørns Wrestling og Træningscenter på Mors.

## Baggrund
Riis er uddannet som pro-wrestler i USA og blev trænet på Wrestling school of Hard Knocks - San Bernadino Californien af Bill Anderson WWE stil og Jesse Fernandez Lucha Libre stil 1990-1992 samt på wrestling skolen WCW Powerplant 1995 i Atlanta. Han har medvirket i over 100 tv programmer og tv-serier, såsom Robinson Ekspeditionen, Fangerne på Fortet, Cosmos Chaos og Børnebussen.
Han har desuden spillet roller i fem film – bl.a. den amerikanske spillefilm Den 13. kriger (1997) hvori han spillede vikingen Halga The Wise. Riis er uddannet på skuespillerskolen Van Mar Academy 1990-1992.
Han optrådte som tegneseriehelten Kodenavn Bjørn, produceret af H. Christian Vang, nu kendt for sin optræden i DR3-serien "Skindet bedrager". Desuden medvirket i humoristiske tv-reklamer for Tuborg Squash, Kohberg Rugbrøds og Fitness.dk reklamer med flere.
I 2015 medvirkede Riis i realityshowet Mig og min mor med sine fire sønner Kristian, Klaus, Kasper og Kenneth på Kanal 5.

## Privat
Han er gift med Eli Johanne Myren Riis siden 1985 og de har 4 drenge: Kristian (1984), Klaus (1987), Kasper (1991) og Kenneth (1995). 